# ربيع بن سليمان القطان
من الفقهاء المعدودين والعبّاد المجتهدين، والنساك أهل الورع والدين. كان عالماً بالقرآن وقراءته، وتفسير معانيه. حافظاً للحديث. عالماً بمعانيه، وعلله ورجاله , وغريبه , معتنياً بالمسائل والفقه.

## نسبه
ربيع بن سليمان بن عطاء الله النوفلي شهر القطّان، أبو سليمان 
ولقّب بالقطّان نسبة إلى حرفته ببيع القطن .

## ولادته
مولده بالقيروان سنة 288هـ, من أهل أفريقبا.

## من تصنيفاته
كان يؤلف الخطب والرسائل ويقول الشعر، وكان لسان إفريقية في وقته في الزهد والرقائق.
- له شعر كثير في معنى الزهد والرقائق .
- رسائل عديدة معقدة على طريق كلام الصوفية ورموزهم .[3]

## من حكمه
الدّنيا أمل ووجل، والآخرة جزاء وعمل، والمتوسّط بينهما أجل.

## وفاته
قتل  في وقعة وادي المالح قرب مدينة المهدية يوم 22 صفر من سنة(333 هـ) .